# Stefan Riesen
Stefan Riesen (* 11. August 1973 in Bern) ist ein ehemaliger Schweizer Duathlet, Triathlet und mehrfacher Ironman-Sieger (2004, 2006). Er wird in der Bestenliste Schweizer Triathleten auf der Ironman-Distanz geführt.

## Werdegang
Der gelernte Maurer lebt in Rüschegg. Er startete 2000 bei seinem ersten Triathlon und wurde wie Natascha Badmann von Toni Hasler trainiert.
2004 gewann er den Ironman France, und mit dem Ironman Switzerland gewann er 2006 sein zweites Ironman-Rennen.
2007 belegte er beim Ironman Hawaii (Ironman World Championships) als drittbester deutschsprachiger und bester Schweizer Athlet den 16. Rang. Im Oktober 2012 erklärte er mit dem Start beim Ironman Florida am 3. November seine aktive Zeit für beendet.

## Sportliche Erfolge
| Datum/Jahr    | Rang | Wettbewerb                 | Austragungsort  | Zeit       | Bemerkung                                                                         |
| ------------- | ---- | -------------------------- | --------------- | ---------- | --------------------------------------------------------------------------------- |
| 26. Aug. 2012 | 3    | Uster Nationaler Triathlon | Uster           | 02:00:56,8 |                                                                                   |
| 5. Juni 2011  | 7    | Ironman 70.3 Switzerland   | Rapperswil      | 03:59:54   |                                                                                   |
| 29. Aug. 2010 | 3    | Uster Nationaler Triathlon | Uster           |            | Dritter über die olympische Distanz hinter Jan van Berkel und Ronnie Schildknecht |
| 30. Aug. 2009 | 3    | Triathlon de Lausanne      | Lausanne        |            | Bronze auf der olympischen Distanz bei der Schweizer Meisterschaft                |
| 7. Juni 2009  | 6    | Ironman 70.3 Switzerland   | Rapperswil-Jona | 04:00:00   |                                                                                   |
| 2000          | 1    | Inferno Triathlon          | Berner Oberland | 08:34:27,3 |                                                                                   |

| Datum/Jahr    | Rang | Wettbewerb           | Austragungsort | Zeit     | Bemerkung                                                                  |
| ------------- | ---- | -------------------- | -------------- | -------- | -------------------------------------------------------------------------- |
| 11. Aug. 2012 | 24   | Ironman New York     | New York City  | 09:16:08 |                                                                            |
| 24. Juni 2012 | DNF  | Ironman France       | Nizza          | –        |                                                                            |
| 7. Aug. 2011  | 2    | Ironman Regensburg   | Regensburg     | 08:36:54 |                                                                            |
| 12. Sep. 2010 | 4    | Ironman Wisconsin    | Madison        | 08:53:39 | [ 3 ]                                                                      |
| 25. Juli 2010 | 4    | Ironman Switzerland  | Zürich         | 08:37:10 |                                                                            |
| 10. Okt. 2009 | DNF  | Ironman Hawaii       | Hawaii         | –        |                                                                            |
| 12. Juli 2009 | 2    | Ironman Switzerland  | Zürich         | 08:31:10 |                                                                            |
| 5. Apr. 2009  | DNF  | Ironman South Africa | Port Elizabeth | –        | Stefan Riesen startete in Südafrika, konnte das Rennen aber nicht beenden. |
| 13. Juli 2008 | 2    | Ironman Switzerland  | Zürich         |          |                                                                            |
| 2007          | 3    | Ironman South Africa | Port Elizabeth |          |                                                                            |
| 2007          | 16   | Ironman Hawaii       | Hawaii         | 08:38:35 | als drittbester deutschsprachiger und bester Schweizer Athlet              |
| 2. Juli 2006  | 1    | Ironman Switzerland  | Zürich         | 08:16:50 |                                                                            |
| 2006          | 4    | Ironman South Africa | Port Elizabeth |          |                                                                            |
| 2005          | 4    | Ironman Lanzarote    | Spanien        |          |                                                                            |
| 17. Juli 2005 | 4    | Ironman Switzerland  | Zürich         |          |                                                                            |
| 2004          | 1    | Ironman France       | Gérardmer      |          |                                                                            |
| 27. Juli 2003 | 2    | Ironman Switzerland  | Zürich         |          |                                                                            |
| 5. Aug. 2001  | 3    | Ironman Switzerland  | Zürich         |          |                                                                            |
| 2001          | 6    | Ironman South Africa | Port Elizabeth | 08:48:18 |                                                                            |

| Datum/Jahr    | Rang | Wettbewerb                                        | Austragungsort | Zeit     | Bemerkung                                     |
| ------------- | ---- | ------------------------------------------------- | -------------- | -------- | --------------------------------------------- |
| 26. Apr. 2009 | 3    | Rheintal Duathlon                                 | Marbach SG     | 00:50:06 |                                               |
| 2004          | 1    | Schweizer Duathlon-Meisterschaften                | Zofingen       |          | Schweizer Meister Duathlon                    |
| 13. Sep. 2003 | 1    | Powerman Zofingen                                 | Zofingen       | 06:28:45 | Powerman-Langdistanz-Duathlon-WM              |
| 27. Apr. 2003 | 3    | Powerman Holland                                  | Venray         |          |                                               |
| 2003          | 1    | Schweizer Duathlon-Meisterschaften                | Lausanne       |          | Schweizer Meister Duathlon                    |
| 18. Aug. 2002 | 2    | ITU Duathlon Long Distance World Championships    | Weyer          | 03:13:15 | beim Powerman Austria                         |
| 3. Juni 2001  | 3    | Powerman Austria                                  | Weyer          |          |                                               |
| 11. Nov. 2000 | 10   | Powerman Duathlon Long Course World Championships | Pretoria       | 02:39:34 |                                               |
| 4. Juli 1999  | 2    | Powerman Austria                                  | Weyer          | 03:16:34 | 14 km Laufen, 76 km Radfahren und 7 km Laufen |

(DNF – Did Not Finish)